# Ceraturgus kawamurae
Ceraturgus kawamurae är en tvåvingeart som beskrevs av Matsumura 1916. Ceraturgus kawamurae ingår i släktet Ceraturgus och familjen rovflugor. Inga underarter finns listade i Catalogue of Life.